# Jeff Jaeger
Jeff Todd Jaeger (26 de novembro de 1964) é um ex-jogador de futebol americano profissional. Jeff foi um placekicker na Liga Nacional de Futebol (NFL) por doze temporadas, durante as décadas de 1980 e 1990. Jaeger também jogou futebol na faculdade na Universidade de Washington e recebeu algumas honras. 
Na NFL, ele jogou no Cleveland Browns, Oakland Raiders e Chicago Bears. Jeff agora é um corretor no Mercado Sotheby's International Realty, em Redmond, Washington.

## Primeiros anos
Jaeger nasceu em Tacoma, Washington. Ele foi um kicker de destaque na escola Kent-Meridian, em Kent, Washington. Apesar disso, não foi oferecido a Jaeger bolsas de estudo, ele então escolheu ir para a Universidade de Washington.

## Carreira na Faculdade
Em Washington, Jaeger assumiu a posição que era do placekicker Chuck Nelson, já em seu primeiro ano (1983), ele ganhou Menção Honrosa no Time da AP. Jaeger repetiria esse feito em sua segunda temporada. 
Em seu terceiro ano, Jaeger foi selecionado no 2º Time da América pela Football News. 
Em seu último ano, os Huskies terminaram com um recorde de 8-3-1, Jaeger foi selecionados para o 1º time da América tanto pela AP quando pela UPI.
Jaeger ainda é o lider de pontuação do time de Washington Husky com 358 pontos. Ele ocupou o posto de recordista da NCAA com 80 field gols, até que foi batido por Billy Bennet da Geórgia em 2003 (Jaeger fez 21 field golas mais que o segundo maior kicker pontuador na história dos Husky). 
Em seu quarto ano, Jaeger converteu 17 de 21 tentativas de field gol, incluindo seis de sete de 40 metros ou mais.

## Carreira Profissional
O Cleveland Browns selecionou Jaeger na terceira rodada (82 escolha no geral) do Draft de 1987, e ele jogou para os Browns em uma única temporada em 1989. 
Em sua temporada de estreia, Jaeger rompeu todos os recordes de um rookie dos Browns com 75 pontos, apesar de ter feito apenas dez jogos.
Ele foi eleito para o seu primeiro Pro Bowl em 1991. 
Ele empatou o recorde da história dos Raiders de maior Field Goal com 54 yards em 1992. 
Em 1993, ele liderou a NFL e estabeleceu um novo recorde dos Raiders marcando 132 pontos. Naquele mesmo ano, ele também liderou a NFL em field goal e empatou com o recorde da NFL de mais tentativas de field goal. 
Durante um jogo contra o Denver Broncos, Jaeger chutou um field goal de 53 jardas para ganhar o jogo. Seu chute foi aparentemente baixo mas mesmo assim conseguir entrar no Y 
Jaeger liderou os Raiders em pontuação durante cinco temporadas consecutivas.
Jaeger passou seus últimos anos com o Chicago Bears. Em 1999, Jaeger machucou o quadril, e foi liberado, mas foi, em seguida, re-assinado dois dias depois. 

## Carreira da temporada regular estatísticas
Alto da carreira/melhor negrito
| Regular season statistics | Regular season statistics  | Regular season statistics | Regular season statistics | Regular season statistics | Regular season statistics | Regular season statistics | Regular season statistics | Regular season statistics | Regular season statistics | Regular season statistics | Regular season statistics | Regular season statistics | Regular season statistics | Regular season statistics | Regular season statistics | Regular season statistics |
| Season                    | Team (record)              | G                         | FGM                       | FGA                       | %                         | <20                       | 20-29                     | 30-39                     | 40-49                     | 50+                       | LNG                       | BLK                       | XPM                       | XPA                       | %                         | PTS                       |
| ------------------------- | -------------------------- | ------------------------- | ------------------------- | ------------------------- | ------------------------- | ------------------------- | ------------------------- | ------------------------- | ------------------------- | ------------------------- | ------------------------- | ------------------------- | ------------------------- | ------------------------- | ------------------------- | ------------------------- |
| 1987                      | Cleveland Browns (10–5)    | 10                        | 14                        | 22                        | 63.6                      | 0–0                       | 6–6                       | 3–6                       | 5–9                       | 0–1                       | 48                        | 0                         | 33                        | 33                        | 100.0                     | 75                        |
| 1989                      | Los Angeles Raiders (8–8)  | 16                        | 23                        | 34                        | 67.6                      | 1–1                       | 8–10                      | 8–9                       | 5–12                      | 1–2                       | 50                        | 0                         | 34                        | 34                        | 100.0                     | 103                       |
| 1990                      | Los Angeles Raiders (12–4) | 16                        | 15                        | 20                        | 75.0                      | 1–1                       | 5–5                       | 2–3                       | 6–9                       | 1–2                       | 50                        | 0                         | 40                        | 42                        | 95.2                      | 85                        |
| 1991                      | Los Angeles Raiders (9–7)  | 16                        | 29                        | 34                        | 85.3                      | 3–3                       | 7–7                       | 10–13                     | 7–7                       | 2–4                       | 53                        | 2                         | 29                        | 30                        | 96.7                      | 116                       |
| 1992                      | Los Angeles Raiders (7–9)  | 16                        | 15                        | 26                        | 57.7                      | 0–0                       | 3–5                       | 4–6                       | 5–9                       | 3–6                       | 54                        | 3                         | 28                        | 28                        | 100.0                     | 73                        |
| 1993                      | Los Angeles Raiders (10–6) | 16                        | 35                        | 44                        | 79.5                      | 0–0                       | 12–12                     | 13–15                     | 6–10                      | 4–7                       | 53                        | 3                         | 27                        | 29                        | 93.1                      | 132                       |
| 1994                      | Los Angeles Raiders (9–7)  | 16                        | 22                        | 28                        | 78.6                      | 1–1                       | 5–5                       | 6–9                       | 8–11                      | 2–2                       | 51                        | 1                         | 31                        | 31                        | 100.0                     | 97                        |
| 1995                      | Oakland Raiders (8–8)      | 11                        | 13                        | 18                        | 72.2                      | 0–0                       | 4–5                       | 6–7                       | 3–5                       | 0–1                       | 46                        | 0                         | 22                        | 22                        | 100.0                     | 61                        |
| 1996                      | Chicago Bears (7–9)        | 13                        | 19                        | 23                        | 82.6                      | 0–0                       | 4–4                       | 3–4                       | 12–15                     | 0–0                       | 49                        | 0                         | 23                        | 23                        | 100.0                     | 80                        |
| 1997                      | Chicago Bears (4–12)       | 16                        | 21                        | 26                        | 80.8                      | 0–0                       | 8–9                       | 8–10                      | 4–6                       | 1–1                       | 52                        | 1                         | 20                        | 20                        | 100.0                     | 83                        |
| 1998                      | Chicago Bears (4–12)       | 16                        | 21                        | 26                        | 80.8                      | 2–2                       | 8–9                       | 9–10                      | 1–4                       | 1–1                       | 52                        | 0                         | 27                        | 28                        | 96.4                      | 90                        |
| 1999                      | Chicago Bears (6–10)       | 3                         | 2                         | 8                         | 25.0                      | 0–0                       | 0–0                       | 0–2                       | 1–5                       | 1–1                       | 52                        | 0                         | 7                         | 7                         | 100.0                     | 13                        |
| Career (12 seasons)       | Career (12 seasons)        | 165                       | 229                       | 309                       | 74.1                      | 8–8                       | 70–77                     | 72–84                     | 63–102                    | 16–28                     | 54                        | 10                        | 321                       | 327                       | 98.2                      | 1008                      |